# Corrales (distrito)
Corrales é um distrito peruano localizado na Província de Tumbes, região de Tumbes. Sua capital é a cidade de San Pedro de Los Incas.

## Transporte
O distrito de Corrales é servido pela seguinte rodovia:
- PE-1N, que liga o distrito de Aguas Verdes (Região de Tumbes - Ponte Huaquillas/Aguas Verdes (Fronteira Equador-Peru) - e a rodovia equatoriana E50 - à cidade de Lima (Província de Lima)
- PE-1NÑ, que liga a cidade ao distrito de Tumbes
- TU-105, que liga a cidade ao distrito de Casitas [2][3][4]